# Stavros Georgiou (Fußballspieler, 2004)
Stavros Georgiou (griechisch Σταύρος Γεωργίου; * 19. Oktober 2004 in Mammari) ist ein zyprischer Fußballspieler.

## Karriere
Georgiou begann seine Karriere in der Jugendmannschaft von APOEL Nikosia. Am 1. Juli 2021 stieg er in die Profimannschaft auf. Sein Profi-Debüt in der First Division (Zypern) gab er am 28. Mai 2021 im Alter von 16 Jahren, 7 Monaten und 9 Tagen, wobei er auch sein erstes Profitor erzielte. In der Saison 2022/23 absolvierte er zwei Spiele in der UEFA Youth League. Im August 2023 wechselte er auf Leihbasis zu EN Ypsona, wo er in der 2. Division spielte. In der folgenden Saison wurde er erneut ausgeliehen, diesmal an Doxa Katokopias, wo er am 18. Januar 2025 auch sein erstes Tor für den Verein in der 2. Division Abstiegsrunde erzielte.

## Nationalmannschaft
Georgiou hat für verschiedene zyprische Jugend-Nationalmannschaften gespielt. Sein Debüt in der U19-Nationalmannschaft gab er am 2. September 2021 in einem Freundschaftsspiel gegen Griechenland. Für die U21-Nationalmannschaft debütierte er am 7. September 2023 in einem Spiel gegen Österreich.